# Coniopteryx (Scotoconiopteryx) biapicata
Coniopteryx (Scotoconiopteryx) biapicata is een insect uit de familie van de dwerggaasvliegen (Coniopterygidae), die tot de orde netvleugeligen (Neuroptera) behoort. 
Coniopteryx (Scotoconiopteryx) biapicata is voor het eerst wetenschappelijk beschreven door Meinander in 1983.